# Marion Cowings
Marion Lincoln Cowings (* 24. Januar 1946 in New York) ist ein US-amerikanischer Jazzsänger und Hochschullehrer.

## Leben und Wirken
Cowings wuchs in der südlichen Bronx auf, begann zunächst als Pianist und besuchte die Highschool of Music and Arts und die Manhattan School of Music. Auf Einladung von Jon Hendricks, an den er von Cowings Schulfreund Eddie Gomez vermittelt worden war, trat er bereits mit 15 Jahren mit Lambert, Hendricks and Ross auf. Einen weiteren Auftritt hatte er 1959 als Solist der New Yorker Philharmoniker unter der Leitung von Leonard Bernstein in Aaron Coplands Second Hurricane.
1960 gastierte er in der Band von Pony Poindexter und Ike Isaacs auf dem Jazzfestival von Randall’s Island. In den 1960er Jahren arbeitete er weiter mit Lambert, Hendricks & Ross sowie in eigenen Rock- und R&B-Gruppen in den 1970er Jahren. Gemeinsam mit seiner späteren Ehefrau Kim Kalesti hatte er in den 1980er Jahren eine Band, mit der er auch in Europa u. a. auf dem Jazzfestival Berlin gastierte; außerdem erschienen zwei Alben auf dem Label Emarcy. Als Sidemen fungierten Jazzmusiker wie Frank Foster, Walter Davis Jr., Bobby Watson, Al Foster, Eddie Gomez, Gary Bartz, Al Grey, Ralph LaLama, Al Grey, Slide Hampton, Major Holley, Hank Jones und Winard Harper.
Ab 1996 begann Cowings eine Solokarriere mit Auftritten im New Yorker Blue Note, bei denen er von Kenny Barron begleitet wurde. Daneben wirkte er an verschiedenen Theater-Produktionen, wie der Duke-Ellington-Oper „Queenie Pie,“ die von Mercer Ellington im Lincoln Center aufgeführt wurde. Cowings trat auch anlässlich der Feiern zum hundertsten Geburtstag von Count Basie und Glenn Miller auf. Er wirkte ferner an zahlreichen Jingles mit, für die er mit dem Clio Award ausgezeichnet wurde.
Seit 1987 ist Cowings als Assistant Professor für Jazzgesang an der New York University tätig; er unterrichtete außerdem  am City College, dem Jazzmobile und der New School.
Cowings Tochter ist die R&B-Sängerin Emily King (* 1985).